# Alpha Sculptoris
Alpha Sculptoris (92 Sculptoris) é uma estrela na direção da Sculptor. Possui uma ascensão reta de 00h 58m 36.35s e uma declinação de −29° 21′ 26.9″. Sua magnitude aparente é igual a 4.30. Considerando sua distância de 672 anos-luz em relação à Terra, sua magnitude absoluta é igual a −2.27. Pertence à classe espectral B7IIIp. É uma estrela variável SX Arietis.